# Barry Gibb
Sir Barry Alan Crompton Gibb Kt, CBE (Douglas, Ilha de Man, 1 de setembro de 1946) é um cantor, compositor, produtor e guitarrista britânico. Tornou-se mundialmente famoso como um dos membros dos Bee Gees, do qual é o único integrante ainda vivo.

## Biografia
Em 1956, os pais descobriram o talento musical dos filhos. Barry ganhou sua primeira guitarra e rapidamente aprendeu a tocar.
Sua família mudou-se de Manchester, na Inglaterra, para Brisbane, na Austrália, onde em 1957 ele e seus irmãos, os gêmeos Robin e Maurice, formaram os Bee Gees, que se tornou um dos grupos musicais de maior sucesso de todos os tempos.
Em 1961, Barry acabou os estudos e a família se mudou para a área de Surfers Paradise, onde nos dois anos seguintes ele passou um bom tempo se apresentando em hotéis e clubes noturnos.

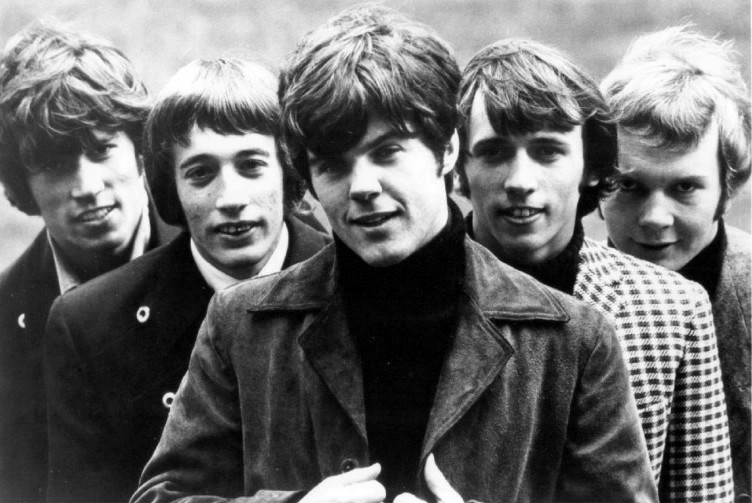
Bee Gees em 1967 (da esquerda para a direita: Barry Gibb, Robin Gibb, Vince Melouney, Maurice Gibb e Colin Petersen)

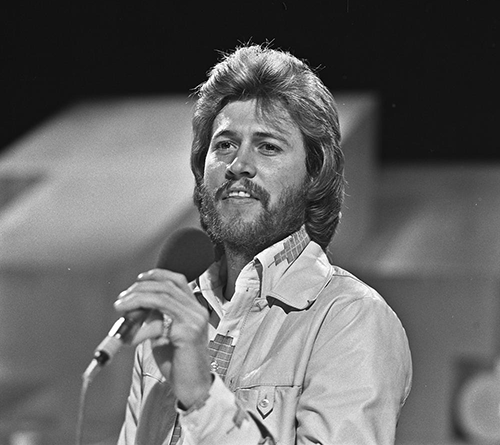
Barry Gibb em 1973

Em 1976 lançaram Children of the World, considerado o "primeiro álbum disco music" da banda, que continha a balada "Love So Right" e o hit "You Should Be Dancing", um clássico do gênero, que acabou fazendo parte da trilha sonora do filme "Saturday Night Fever," naquele mesmo ano. 
Foi nestes dois discos que surgiu o famoso falsete (voz aguda) de Barry, que alguns anos depois se tornaria marca registrada do grupo.
Ele ainda compôs em 1978 a faixa-título do filme musical Grease - Nos Tempos da Brilhantina, interpretada por Frankie Valli. De 1977 a 1979 ninguém superou os Bee Gees, em qualquer rádio, no mundo inteiro.
Na década de 1980, os Bee Gees deixaram a carreira como cantores um pouco de lado e investiram na produção de discos para outros artistas. Barry produziu After Dark para o irmão caçula Andy Gibb, e Guilty para Barbra Streisand, que vendeu mais de vinte milhões de cópias no mundo inteiro. Em um último trabalho como produtor, Barry Gibb assinou a trilha sonora do filme Hawks. Em 1988, a família sofreu um forte abalo com a morte de Andy, de apenas 30 anos, que sofria de um problema cardíaco agravado após anos de uso de drogas e álcool.
Em 2003 veio outro baque: a morte repentina do irmão e companheiro de banda Maurice, aos 53 anos. Barry e Robin concordaram que não existiria Bee Gees sem um deles e que a banda acabava ali. Depois do luto, Barry trabalhou compondo e produzindo para Cliff Richard, em 2004, e para Barbra Streisand, em 2005, revivendo o sucesso de 1980. O álbum Guilty Pleasures, produzido para ela, foi bem visto em todo o mundo e incluía os singles "Come Tomorrow" em dueto com Barry e "Stranger In a Strange Land". Ainda em 2005, a dupla relançou o álbum Guilty, como edição especial de 25 anos, com CD e DVD, o que fez com que Barry aparecesse na mídia mais uma vez.
Seguindo carreira solo, já em 2006, ele começa a lançar várias músicas no iTunes: lança seus novos singles "Doctor Mann" e "Underworld" e as demos dos álbuns produzidos por ele na década de 1980 — The Guilty Demos, The Heartbreaker Demos, The Eyes That See in the Dark Demos e The Eaten Alive Demos, todos exclusivamente no iTunes.
Lançou em 2007 o single country "Drown on the River", que esteve na trilha do filme ''Deal'' (no Brasil, 'Negócios e Trapaças'').
Em 14 de fevereiro de 2009 se apresentou no Love and Hope Ball, interpretando os sucessos dos Bee Gees, com participações de Olivia Newton-John e seu filho Steve Gibb. Em março de 2009, Barry se apresentou no Sound Relief em Sydney, na Austrália, interpretando os grandes sucessos dos Bee Gees, novamente ao lado de Olivia Newton-John, show que ainda conta com apresentações de vários artistas como a banda Coldplay.
Ainda em 2009, Barry e o irmão Robin anunciaram a volta dos Bee Gees aos palcos. Mas após raras apresentações na TV e em algumas ocasiões beneficentes, a banda terminou de vez com a morte de Robin, em 2012, após quase dois anos lutando contra um câncer.
No dia 19 de fevereiro de 2011, Barry se apresentou ao lado de Kelly Lang no Love and Hope Ball. Em dezembro de 2011, Barry disponibilizou em seu site uma música em parceria com Michael Jackson, "All In Your Name". Gravada em fins de 2002, é uma balada acompanhada de um vídeo caseiro onde aparecem Barry e Michael gravando a canção em um estúdio.
Em fevereiro de 2013 Barry saiu em sua primeira turnê, Mythology Tour, para promover o álbum Mythology, dos Bee Gees.
Em junho de 2016, Barry assinou com a gravadora Columbia/Sony para seu primeiro disco solo em 32 anos. Lançado em 07 de outubro, "In The Now" dá sequência a Now Voyager, de 1984, e é o primeiro álbum solo de Gibb desde então inteiramente composto de músicas inéditas. O álbum atingiu o #02 nas paradas de sucesso na Inglaterra, #03 na Austrália e #17 na Alemanha.
Os últimos lançamentos com participação do vocalista foram This Is Where I Came In, disco derradeiro dos Bee Gees lançado em 2001, e Guilty Pleasures, inteiramente produzido por Barry para Barbra Streisand, em 2005.
Em 8 de fevereiro de 2015, no 57º Prêmio Grammy, Gibb, juntamente com o grupo Pentatonix apresentou a categoria de Melhor Álbum Vocal. Em 26 de março de 2015, Gibb foi um dos atos principais em um festival de música chamado Hard Rock Rising Miami Beach Global Music Festival ao lado de Andrea Bocelli, Gloria Estefan, Flo Rida, Jon Secada e Wyclef Jean. Pela primeira vez em público, ele realizou sua nova música "The Home Truth Song".
Em 26 de junho de 2016, Gibb estava programado para participar do Glastonbury Festival na Inglaterra, como artista principal, mas desistiu devido a uma doença familiar. No entanto, ele apareceu com Coldplay como um artista convidado cantando "To Love Somebody" e "Stayin 'Alive".
Em 28 de junho de 2016 foi anunciado que Gibb havia assinado a Columbia Records e lançaria seu segundo álbum solo, In the Now em 7 de outubro de 2016. O álbum é o primeiro álbum de Gibb com todo o material novo desde o álbum de estúdio final da Bee Gees, This Is Where I Came In (2001). O novo álbum foi co-escrito por seus filhos Stephen e Ashley, e foi produzido com John Merchant.
Em 25 de junho de 2017, Gibb enfim se apresentou como artista principal no Glastonbury Festival na Inglaterra, tendo uma boa repercussão, tanto na mídia, quanto aos fãs presentes.
Em 30 de Dezembro de 2017, Barry foi nomeado pela Rainha Isabel II do Reino Unido como Comandante da Ordem do Império Britânico, passando assim a ser "Sir Barry Gibb".

## Legado
Junto com os Bee Gees, Barry está, desde junho de 1994, no Songwriters Hall of Fame (Hall da Fama dos Compositores) por sua grande contribuição compondo com os Bee Gees.
Barry Gibb também está em quarto lugar entre os produtores com mais canções que ficaram em primeiro lugar com 14 músicas e também aparece na quarta colocação entre os compositores com mais canções que ficaram em primeiro lugar, com 16 músicas ao todo, perdendo apenas para Paul McCartney (32), John Lennon (26) e Mariah Carey (17).
Era vocalista, guitarrista e violonista da banda. Entre os sucessos mais conhecidos estão "How Deep Is Your Love?", "Stayin' Alive", "How Can You Mend a Broken Heart", "Immortality", "Guilty". É também compositor e produtor. Barbra Streisand, Kenny Rogers, Dionne Warwick e Diana Ross, entre muitos outros, já tiveram discos produzidos por ele. Mais de 700 artistas já regravaram músicas dos Bee Gees, entre eles Elton John, Elvis Presley, Nina Simone, Janis Joplin, Rod Stewart, Michael Bolton, Destiny's Child, Cliff Richard, Samantha Sang, Take That, etc..
Guitarrista, toca na afinação havaiana. Usa na maioria das vezes guitarras Guild, mas também usou no últimos shows com os Bee Gees uma guitarra Epiphone Flamekat semiacústica, entre diversas outras guitarras e violões.

## Vida pessoal
Barry foi casado com Maureen Bates, de 1966 a 1970. No mesmo ano, em 1 de setembro, casou-se com a modelo e miss Linda Ann Gray, com quem vive até hoje. Eles tiveram cinco filhos: Stephen (1973), Ashley (1977), Travis (1981), Michael (1984) e Alexandra (1991).
Embora seja canhoto, Barry toca guitarra com a mão direita.
Em 2009, Barry lamentou publicamente a morte do astro Michael Jackson, declarando que este era "um amigo de total confiança" e que perdeu um membro muito importante de sua família. Michael Jackson também era padrinho de Michael Gibb, o quarto filho de Barry e Linda.

## Discografia
- 1984 — Now Voyager
- 2016 — In the Now

## Turnês
- 2013/2014 — Mythology Tour